# Tomasz Leżański
Tomasz Antoni Leżański (* 14. Mai 1947 in Warschau) ist ein polnischer Bogenschütze.
Leżański, der für Łączność Warszawa startete, nahm an den Olympischen Spielen 1972 in München teil und beendete den Wettkampf im Bogenschießen auf Rang 46.
Seit 1996 nahm Leżański an mehreren Paralympics teil; 2004 gewann er die Silbermedaille.